# William Sanderson
William Sanderson (10 de enero de 1944, Memphis, Tennessee, Estados Unidos) es un actor estadounidense recordado por su papel del creador de juguetes robot J. F. Sebastian, en la película de culto Blade Runner (1982).
Actualmente interpreta al sheriff Bud Dearborne en la serie True Blood (24 episodios, 2008-2009), basada en la saga vampírica de Charlaine Harris.